# Диплица
Диплица (хорв. Diplica) — древний деревянный духовой музыкальный инструмент, на котором играли во многих частях Хорватии. В настоящее время сохранился только в Славонии и Баранье.
Чаще всего диплицу изготовляют из тростника, а также тонких веток, соломы, гусиных перьев и др. Инструмент состоит из мелодической трубки и мундштука с одинарной тростью. Обычно диплицы изготовляют в тональности ми, однако также встречаются инструменты в тональностях до или ре.